# Tilde Maja Frederiksen
Tilde Maja Fredriksen (født 19. april 1979) er en dansk skuespiller.
Tilde Maja Fredriksen er uddannet fra Skuespillerskolen ved Aarhus Teater i 2005.

## Udvalgt filmografi
- Drengene fra Sankt Petri (1991)
- Til døden os skiller (2007)
- Dansen (2008)
- Velsignelsen (2009)

### Tv-serier
- Karrusel (1998)
- Sommer (2008)
- Livvagterne (2009)